# Venera 5
La Venera 5 (Венера 5) fou una sonda espacial no tripulada del programa Venera de la Unió Soviètica, destinada a l'exploració del planeta Venus mitjançant un mòdul que havia de desprendre's de la sonda principal, penetrar en l'atmosfera i aterrar a la superfície.
La Venera 5 fou llançada en una Tyazheliy Spútnik (67-001C) el 5 de gener de 1969 a les 06:28 UTC, amb la missió de fer estudis atmosfèrics directes. El disseny de la sonda era molt similar a la de la Venera 4, tot i que una mica més robusta i resistent. Quan s'acostà a l'atmosfera de Venus es desprengué del vehicle espacial principal una càpsula que pesava 405 kg i que contenia instruments científics. Durant el descens del satèl·lit cap a la superfície de Venus, s'obrí un paracaiguda per alentir la caiguda. Durant 53 minuts, el 16 de maig de 1969, mentre la càpsula descendia suspesa del paracaiguda, va anar retornant dades de l'atmosfera fins que la pressió atmosfèrica l'aixafà a uns 20 km de la superfície. Finalment aterrà a 3° S, 18° E. El vehicle espacial també duia una placa amb l'escut d'armes de l'URSS i un baix relleu amb l'efígie de Lenin.
Coneixedors dels resultats de la Venera 4, la Venera 5 i la Venera 6 contenien experiments d'anàlisi química nous i adaptats per proporcionar mesures més precises dels components de l'atmosfera. Sabent que l'atmosfera era extremadament densa, els paracaigudes també es van fer més petits; així la càpsula arribaria a la profunditat màxima abans d'esgotar la seva font d'alimentació (com havia passat amb la Venera 4).